# النهضة (جريدة فلسطينية)
النهضة هي جريدة فلسطينية إخبارية أدبية أسبوعية صدر منها 18 عددا من أيار 1929 إلى نيسان 1930، أصدرها في حيفا وديع صنبر.
صدر العدد الأول من الصحيفة في أيار عام 1929 وترأس إدارتها وديع صنبر، وهو والد المؤرخ الفلسطيني إلياس صنبر. وقد عاصرت الجريدة فترة الاضطرابات التي عصفت بالبلاد عام 1929، وركزت على تلك الأحداث غطتها بشكل مفصّل، ونقلت عن سائر الصحف الأخرى الأخبار التي تناولت بالحالة المتوترة التي سادت البلاد آنذاك.